# Каменная агама
Каменная агама (лат. Agama planiceps) — вид ящериц из семейства агамовых, обитающий в Африке.

## Описание
Общая длина достигает 24 см. Цвет кожи коричневый, оливковый, сероватый. Голова и большая часть хвоста у самцов красные, оранжевые, желтоватые. У самок вдоль головы тянутся жёлтые полосы или пятна. У самцов цвета намного ярче. Голова вытянутая, туловище цилиндрическое, стройное. Значительную часть занимает довольно длинный хвост. Конечности достаточно крепкие и мощные с заостренными когтями.

## Образ жизни
Предпочитает полупустыни, пустыни, скалистые и каменистые места. Хорошо передвигается по вертикальной и наклонной поверхности. Скрывается в расщелинах и под камнями. Активна днём. Питается насекомыми, беспозвоночными.

## Размножение
Это яйцекладущая ящерица. Самка откладывает 5—10 яиц.

## Распространение
Обитает в Намибии, Анголе и Камеруне.